# Sigibert III

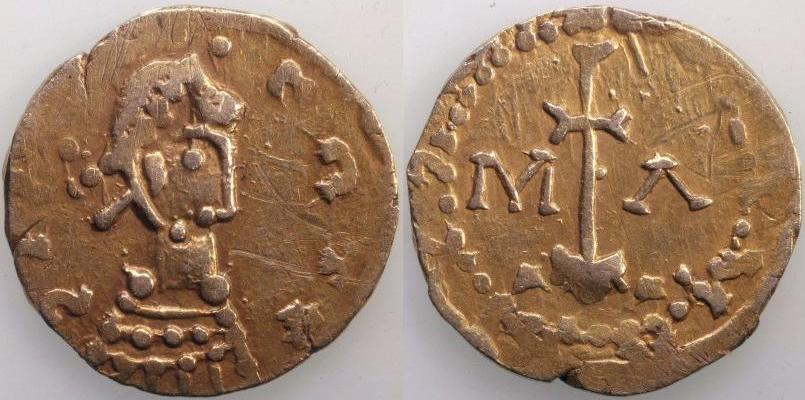
Munt van Sigibert III, geslagen in Marseille

Sigibert III (ca. 630 - Metz, ca. maart 656) was koning der Franken van 633 tot 656 in het deelgebied Austrasië.
Hij werd al op driejarige leeftijd tot koning van Austrasië aangesteld in 633. Zijn vader Dagobert I stierf zes jaar later en zijn broer Clovis II werd koning van de rest van het rijk.
Sigiberts voogd Pepijn stierf in 640 en sindsdien moest hij zich alleen redden. Uiteindelijk werd hij in 644 meerderjarig en huwde hij met een prinses Immichilde. Daaruit kwam zijn zoon Dagobert (650) ter wereld.
Sigibert toonde zich zeer edelmoedig tegenover de kerk en stichtte 12 abdijen, w.o. de abdijen van Stavelot en Malmedy, en vele kerken en hospitalen. Hij wordt vereerd als heilige. Zijn feestdag is op 1 februari. Sigibert is de patroon van Lotharingen en wordt aangeroepen tegen regen en ongeluk.
Later verzwakte Sigibert. Hij stierf in maart 656, waarna zijn zoon als Dagobert II koning werd. Echter niet voor lang: Grimoald I, zoon van hofmeester Pepijn verbande hem om zelf de macht in handen te nemen.

## Voorouders
| Voorouders van Sigibert III | Voorouders van Sigibert III                    | Voorouders van Sigibert III                    | Voorouders van Sigibert III                    | Voorouders van Sigibert III                    | Voorouders van Sigibert III         | Voorouders van Sigibert III         | Voorouders van Sigibert III         | Voorouders van Sigibert III         |
| --------------------------- | ---------------------------------------------- | ---------------------------------------------- | ---------------------------------------------- | ---------------------------------------------- | ----------------------------------- | ----------------------------------- | ----------------------------------- | ----------------------------------- |
| Overgrootouders             | Chilperik I (535-584) ∞ Fredegonde (545-597)   | Chilperik I (535-584) ∞ Fredegonde (545-597)   | ? (-) ∞ ? (-)                                  | ? (-) ∞ ? (-)                                  | ? (–) ∞ ? (-)                       | ? (–) ∞ ? (-)                       | ?(–) ∞ ? (-)                        | ?(–) ∞ ? (-)                        |
| Grootouders                 | Chlotharius II (584-629) ∞ Bertrude (~590-618) | Chlotharius II (584-629) ∞ Bertrude (~590-618) | Chlotharius II (584-629) ∞ Bertrude (~590-618) | Chlotharius II (584-629) ∞ Bertrude (~590-618) | ? (-) ∞ ? (-)                       | ? (-) ∞ ? (-)                       | ? (-) ∞ ? (-)                       | ? (-) ∞ ? (-)                       |
| Ouders                      | Dagobert I (603-?) ∞ Ragnetrude (-)            | Dagobert I (603-?) ∞ Ragnetrude (-)            | Dagobert I (603-?) ∞ Ragnetrude (-)            | Dagobert I (603-?) ∞ Ragnetrude (-)            | Dagobert I (603-?) ∞ Ragnetrude (-) | Dagobert I (603-?) ∞ Ragnetrude (-) | Dagobert I (603-?) ∞ Ragnetrude (-) | Dagobert I (603-?) ∞ Ragnetrude (-) |
| Sigibert III (630-656)      |                                                |                                                |                                                |                                                |                                     |                                     |                                     |                                     |